# Grisslehamns kapell
Grisslehamns kapell är ett kapell i Grisslehamn och tillhör Väddö församling i Uppsala stift men ägs av Grisslehamnsborna och förvaltas ideellt genom en kapellförening. Kapellet ligger på norra Väddö i Roslagen vid södra infarten till Grisslehamns samhälle.

## Kyrkobyggnaden
Kapellet uppfördes åren 1908-1909 efter ritningar av arkitekt Nils Segerstedt och C. A Danielsson.1909 invigdes kapellet av ärkebiskop Johan August Ekman. 1953 installerades elektrisk värme som ersatte tidigare uppvärmning med kaminer.
Kapellet har en stomme av trä och ytterväggar klädda med gulmålad liggande träpanel. Långväggarna stöttas av strävpelare mellan fönstren. Byggnaden har ett sadeltak täckt med lertegel. På takets södra del står en liten takryttare i vilken hänger en kyrkklocka.
Kyrkobyggnaden har rektangulär planform och nord-sydlig orientering. I norr ligger koret och i söder en smalare byggnadsdel som rymmer en förhall. Vid behov kan förhallen nyttjas som reservkyrka. Förhallen används ibland som sakristia. Ingången är förlagd till östväggen och utformad som en liten förstutrapp. Kyrkorummet har ett tredingstak. I söder finns orgelläktaren med barriär målad av Harald Lindberg. På vardera sidan om kyrkorummets mittgång står åtta fasta bänkar. I kapellets övervåning finns ett övernattningsrum för dem som utför förrättningar sommartid.

## Inventarier
- Dopfunten är ett postament av trä från 1700-talet och kapellets äldsta inventarium. Tidigare stod funten i Väddö kyrka.
- Ovanför dopfunten hänger ett kyrkskepp.
- Altartavlan är målad 1911 av Gunnar Widholm.
- Altarkrucifixet är tillverkat 1910 av bildhuggaren Gustav Norling.
- Vänster om altaret står predikstolen som fick sin dekoration år 1949.
- På södra väggen, under läktaren, hänger en oljemålning föreställande den tärnekrönte Kristus. Tavlan skänktes 1959 till kapellets 50-årsjubileum.
- Ett processionskors skänktes till kapellet våren 1981 och invigdes på en friluftsgudstjänst 5 juli samma år.

### Orgel
Den nuvarande orgeln byggdes 1958 av Grönlunds Orgelbyggeri AB, Gammelstad Orgeln är mekanisk med slejflådor och har ett tonomfång på 56/30.
| Manual        | Pedal       | Koppel  |
| Gedackt 8'    | Dulcian 16' | Man/Ped |
| Kvintadena 8' |             |         |
| Principal 4'  |             |         |
| Rörflöjt 4'   |             |         |
| Blockflöjt 2' |             |         |
| Cymbel III    |             |         |

## Bildgalleri

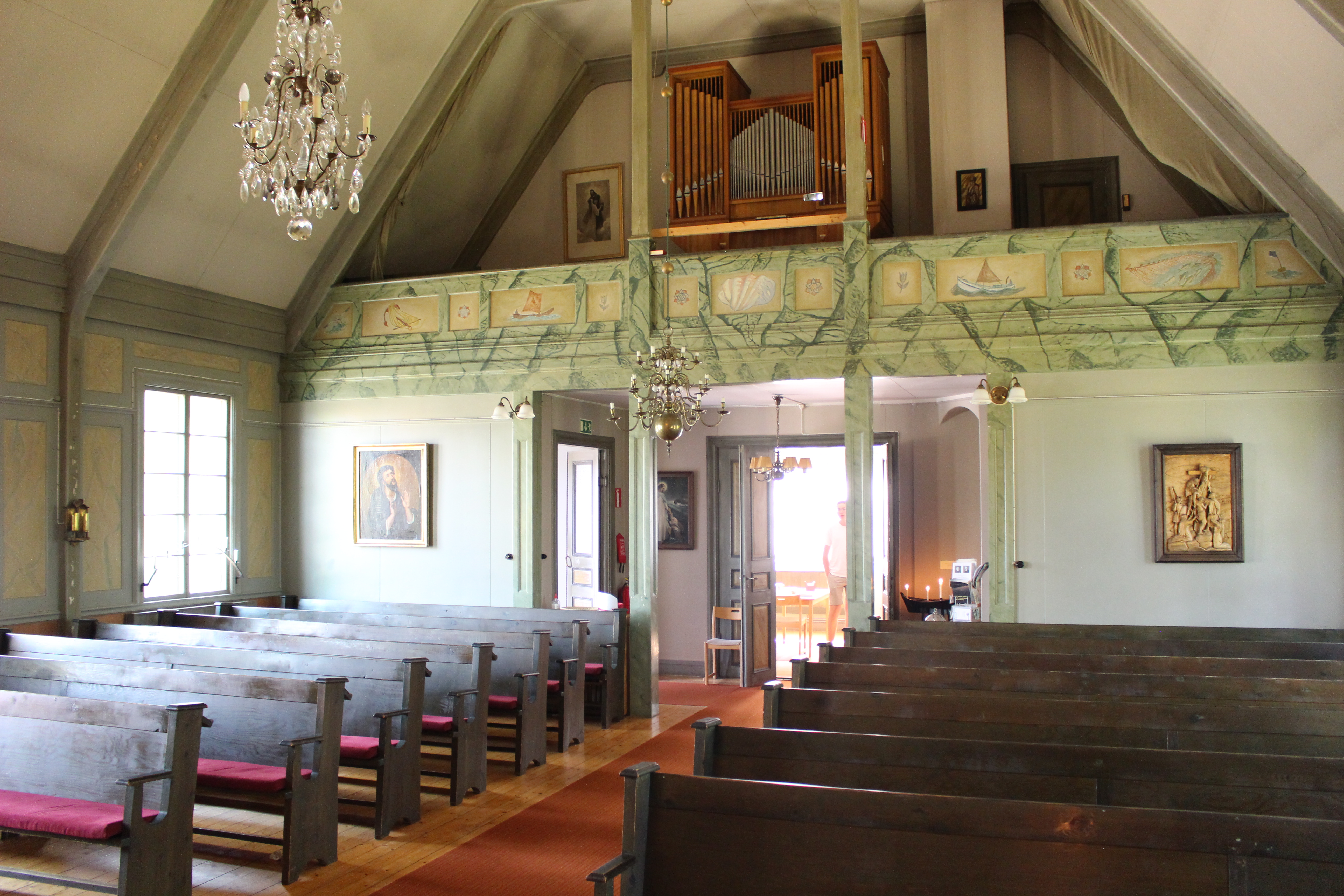
Kyrkorum mot ingång
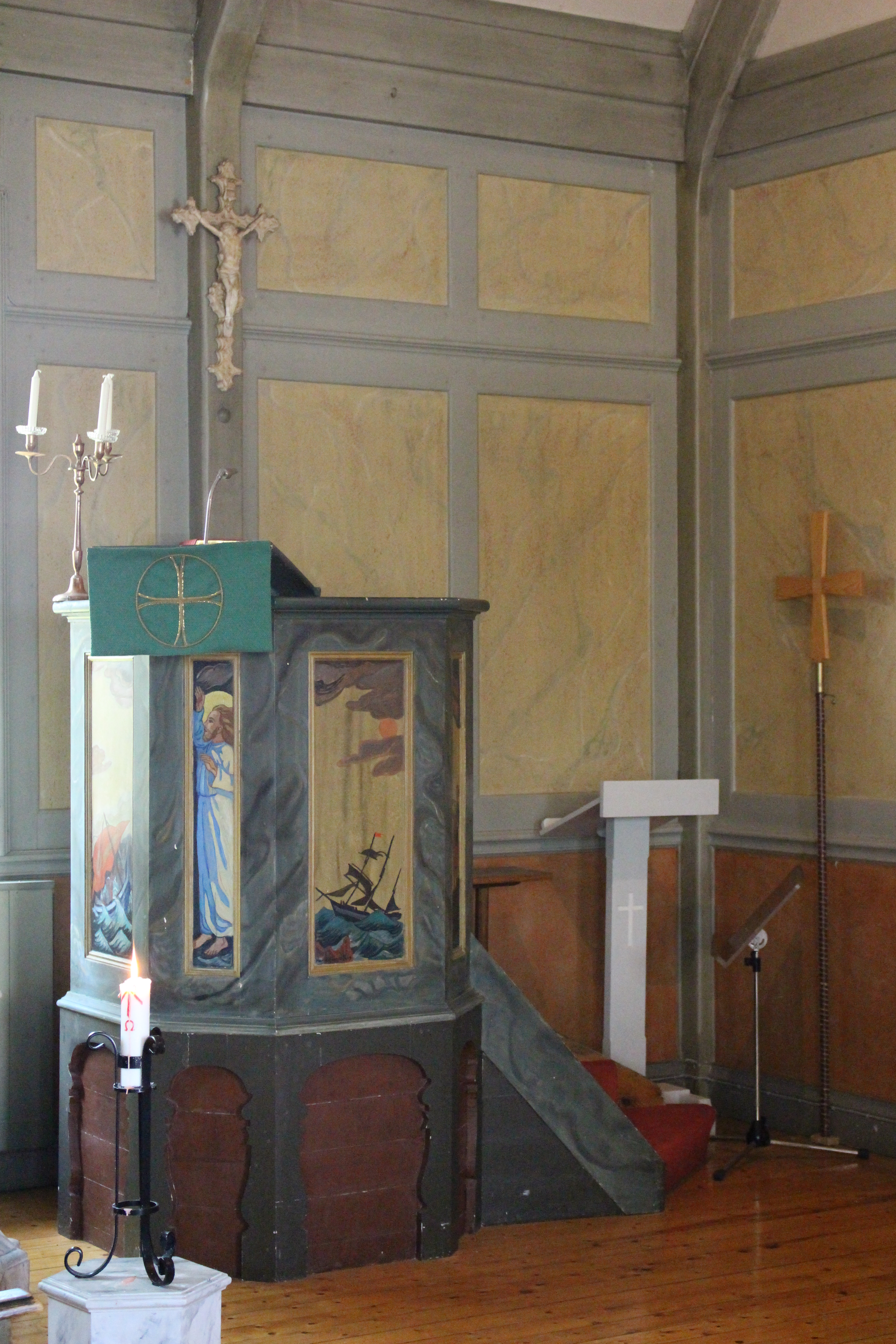
Predikstol
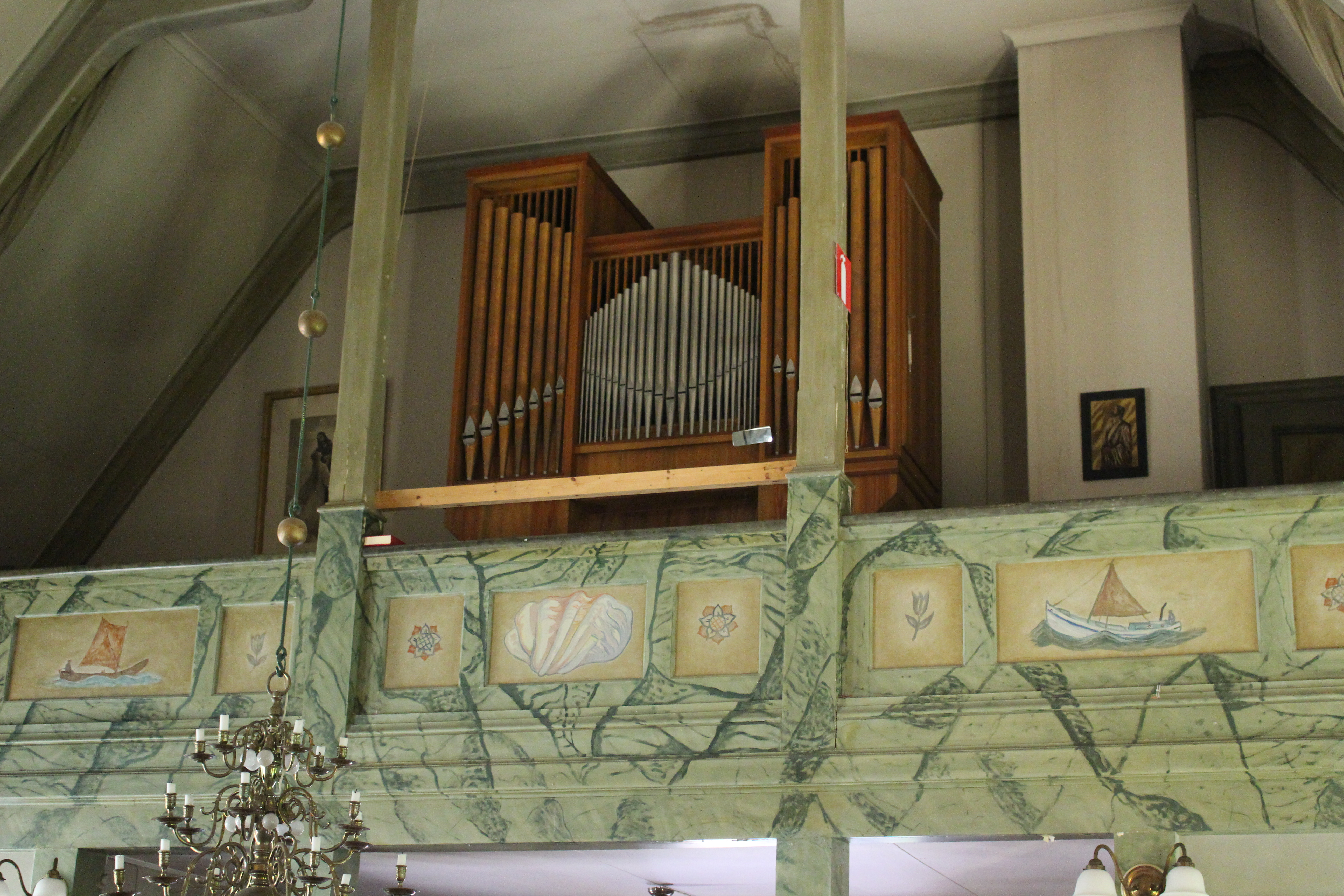
Orgel
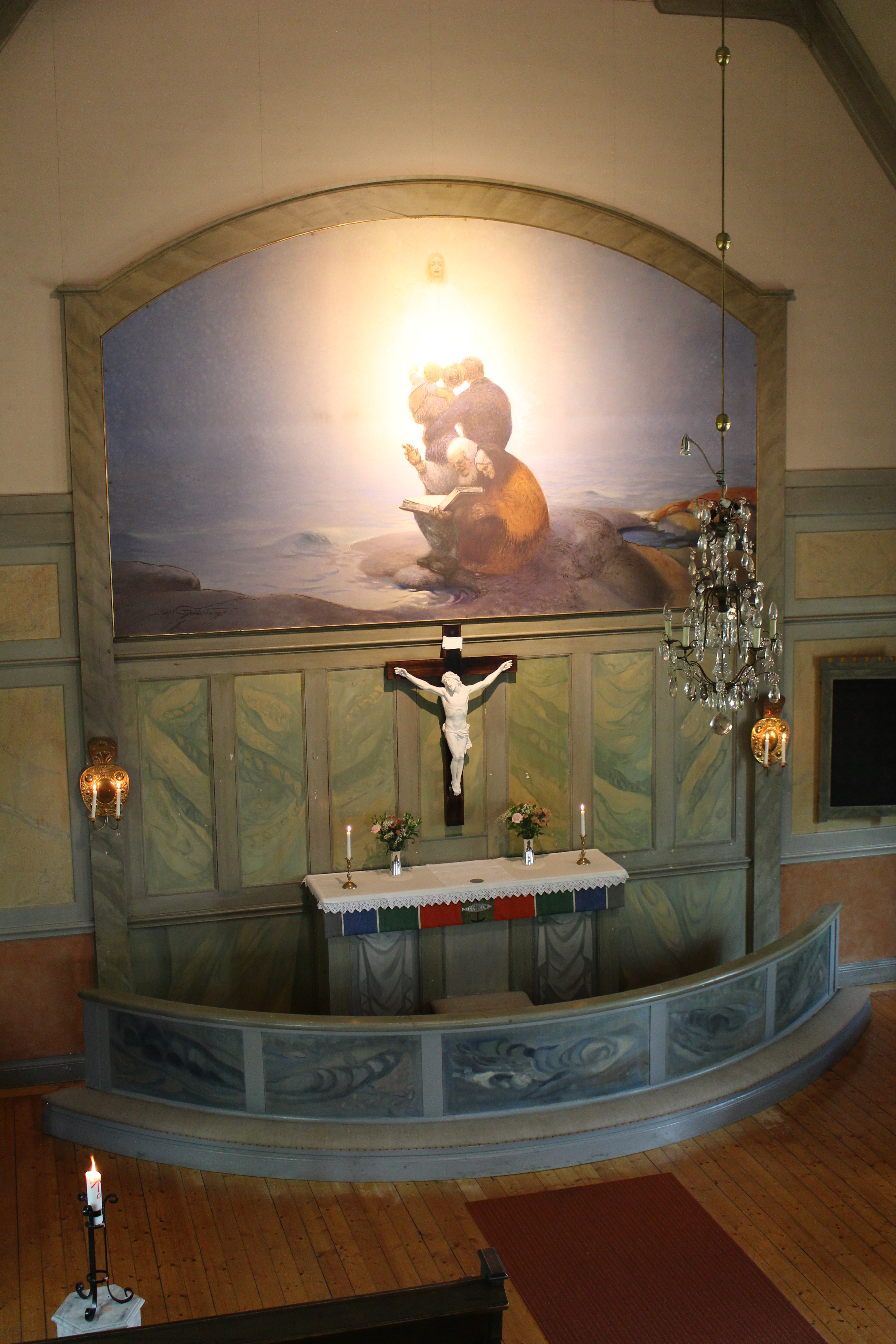
Korvägg med altartavla
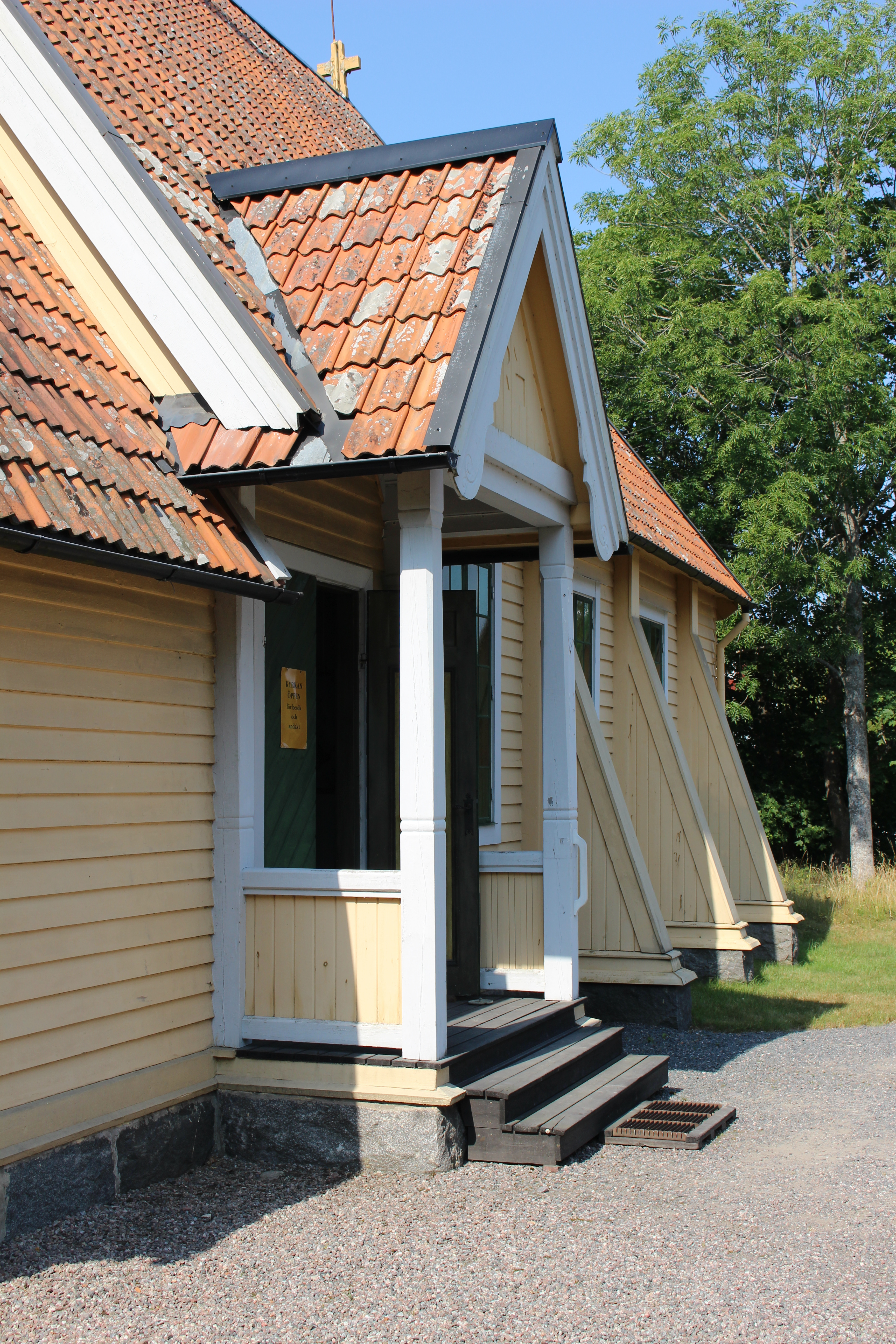
Långväggen med entré